# Peterman (Alabama)
Pour les articles homonymes, voir Peterman.
Peterman est un census-designated place situé dans l’État américain de l'Alabama, dans le comté de Monroe.

## Démographie
| 2000 | 2010 | - | - | - | - |
| ---- | ---- | - | - | - | - |
| 107  | 89   | - | - | - | - |